# 覺王山車站
覺王山站（日语：／ Kakuōzan eki */?）是位於愛知縣名古屋市千種區末盛通一丁目，為名古屋市營地下鐵東山線的車站。車站編號為H15。

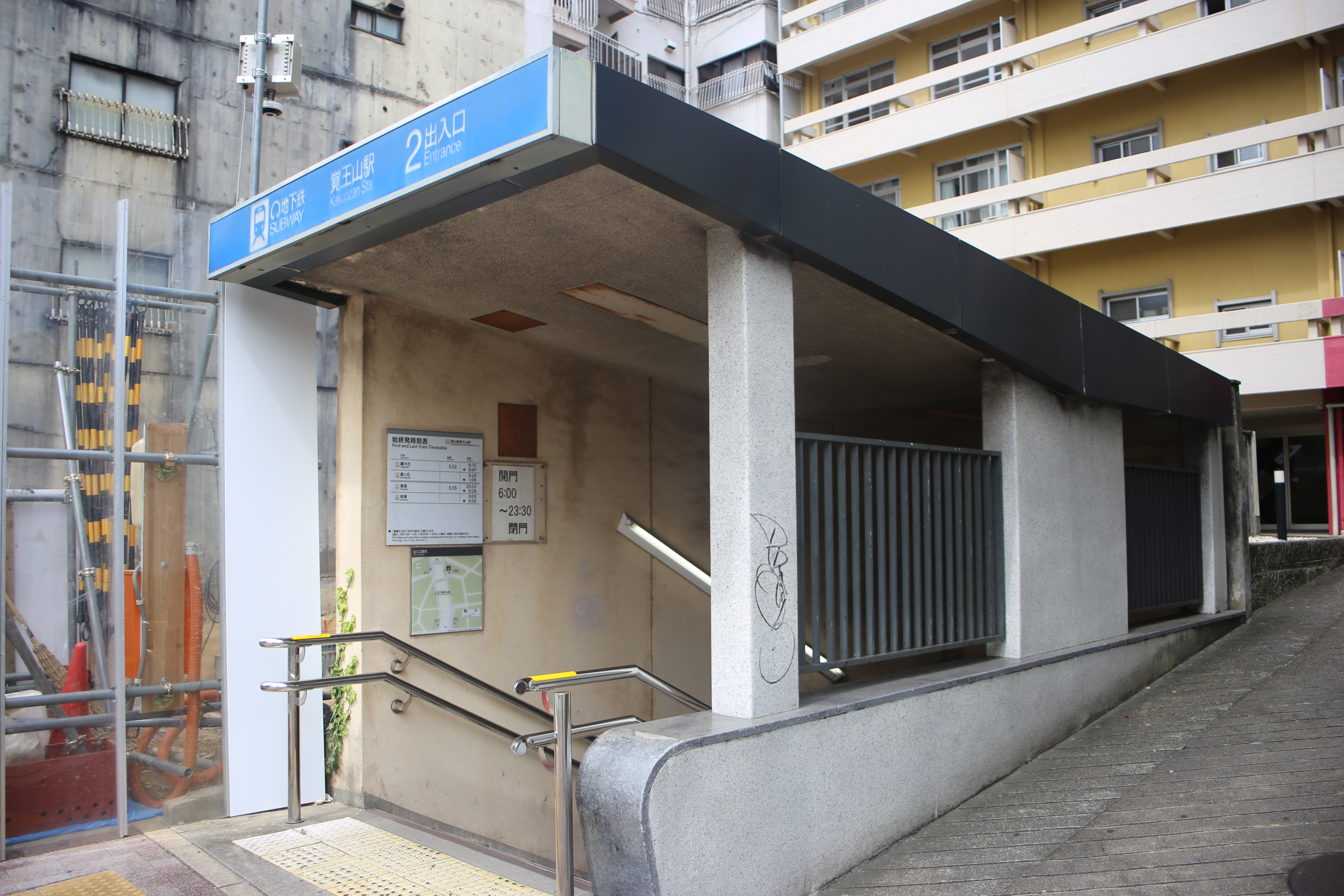
2號出入口(2021年9月)

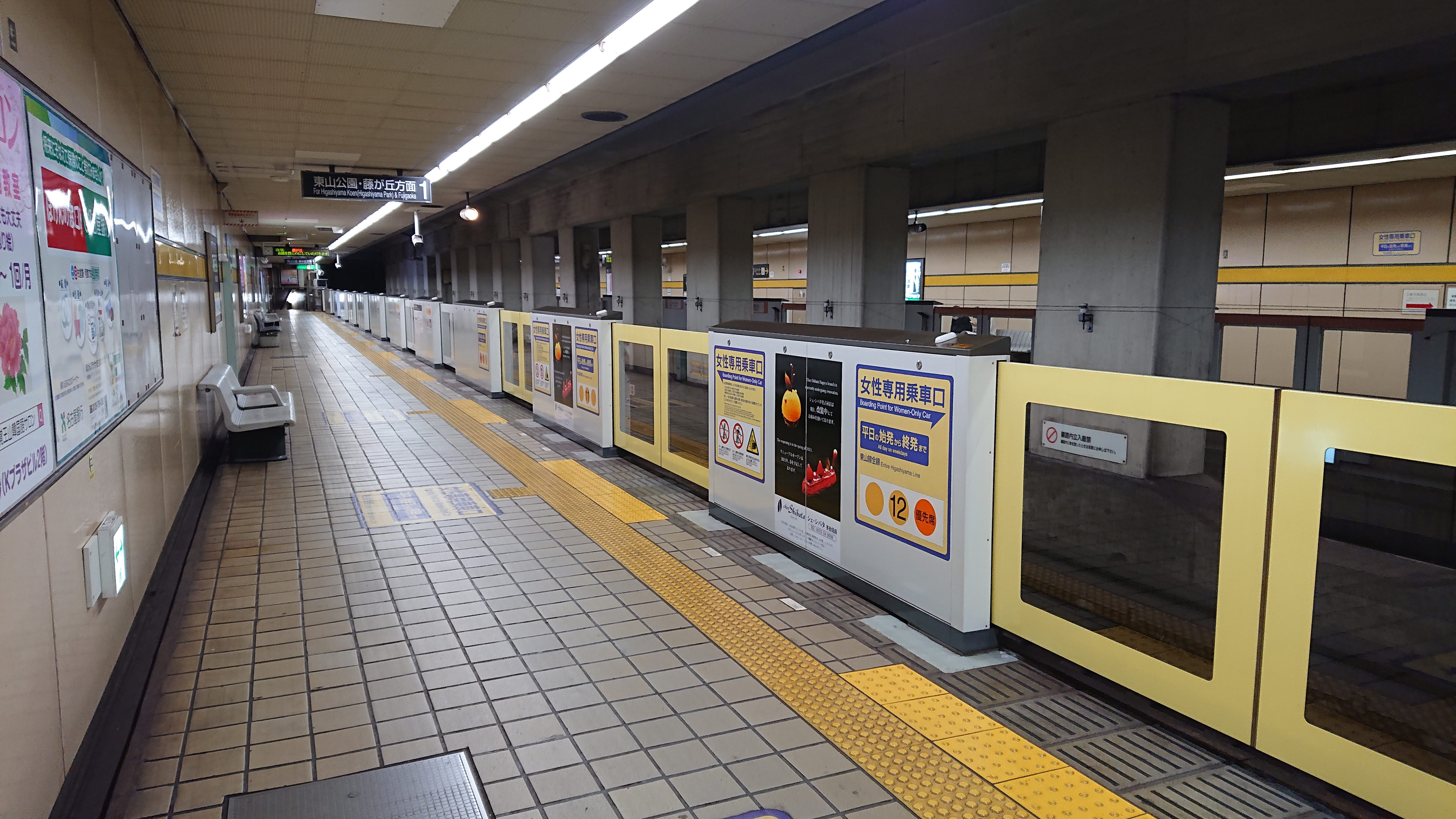
月台(2020年9月)

## 車站結構
本站為為2面2線側式月台之地下車站。

### 月台配置
| 月台 | 路線   | 目的地               |
| ---- | ------ | -------------------- |
| 1    | 東山線 | 東山公園、藤丘方向   |
| 2    | 東山線 | 榮、名古屋、高畑方向 |

## 相鄰車站
名古屋市營地下鐵
 東山線
池下（H14）－覺王山（H15）－本山（H16）

## 外部連結
- 覺王山 - 名古屋市交通局

35°09′59″N 136°57′09″E / 35.166502°N 136.952526°E